# Pirate Bay-målet

The Pirate Bays logotyp.

Rättegången mot The Pirate Bay var en rättsprocess kring fildelning. Stockholms tingsrätt avgjorde målet 2009 och Svea hovrätt 2010. Båda rättegångsprövningarna ledde till fällande domar mot de ansvariga för The Pirate Bay, nämligen fängelsestraff och ett solidariskt skadestånd på 46 miljoner kronor till de spel-, film- och skivbolag som var målsägande.
Rättegången bevakades inledningsvis av såväl svenska som internationella representanter för olika media. Brittiska The Guardian kallade rättegången för en av de mest uppmärksammade kring upphovsrätt på flera år. Den föregicks av en husrannsakan mot det stockholmsbaserade webbhotellet PRQ och Bittorrent-trackern The Pirate Bay den 31 maj 2006. I tillslaget beslagtog polisen servrar, datorer och annat potentiellt bevismaterial och den 31 januari 2008 väcktes åtal för medhjälp till upphovsrättsbrott mot de som drev The Pirate Bay.

## Husrannsakan
PRQ hade under lång tid hyst The Pirate Bay, en av världens mest kända webbplatser som innehåller länkar till .torrent-filer, vilka gör det möjligt att ladda ner material från andra datorer på nätet. Eftersom en del av torrentfilerna på sidan gjorde det möjligt att ladda ner upphovsrättsskyddat material som Hollywoodfilmer och musikalbum ansågs sidan bidra till att bryta mot upphovsrätten.

### Händelseförloppet
Vid lunchtid den 31 maj 2006 genomfördes en husrannsakan, efter beslut av kammaråklagare Håkan Roswall. Husrannsakan genomfördes av ett 50-tal poliser mot webbhotellet PRQ:s lokaler i Stockholm. Vid tillslaget togs 186 servrar i beslag, jämte ett stort antal andra föremål.
I husrannsakan drabbades även företag och organisationer utan samröre med Pirate Bay eftersom samtliga servrar i webbhotellets lokaler beslagtogs. Polisen gjorde även husrannsakan och beslag i privatbostäder. Justitieombudsmannen meddelade efter avslutad granskning av polisens agerande att det inte fanns tillräckliga skäl att ifrågasätta att egendom togs i beslag i den omfattning som skedde.
Tre personer med anknytning till Pirate Bay togs in för förhör, misstänkta för olaglig fildelning eller medhjälp till olaglig fildelning. Personerna var ägaren till webbhotellet, Pirate Bays juridiska ombud samt ytterligare en person med anknytning till Pirate Bay. Personerna släpptes alla efter förhör.

### Politiskt efterspel

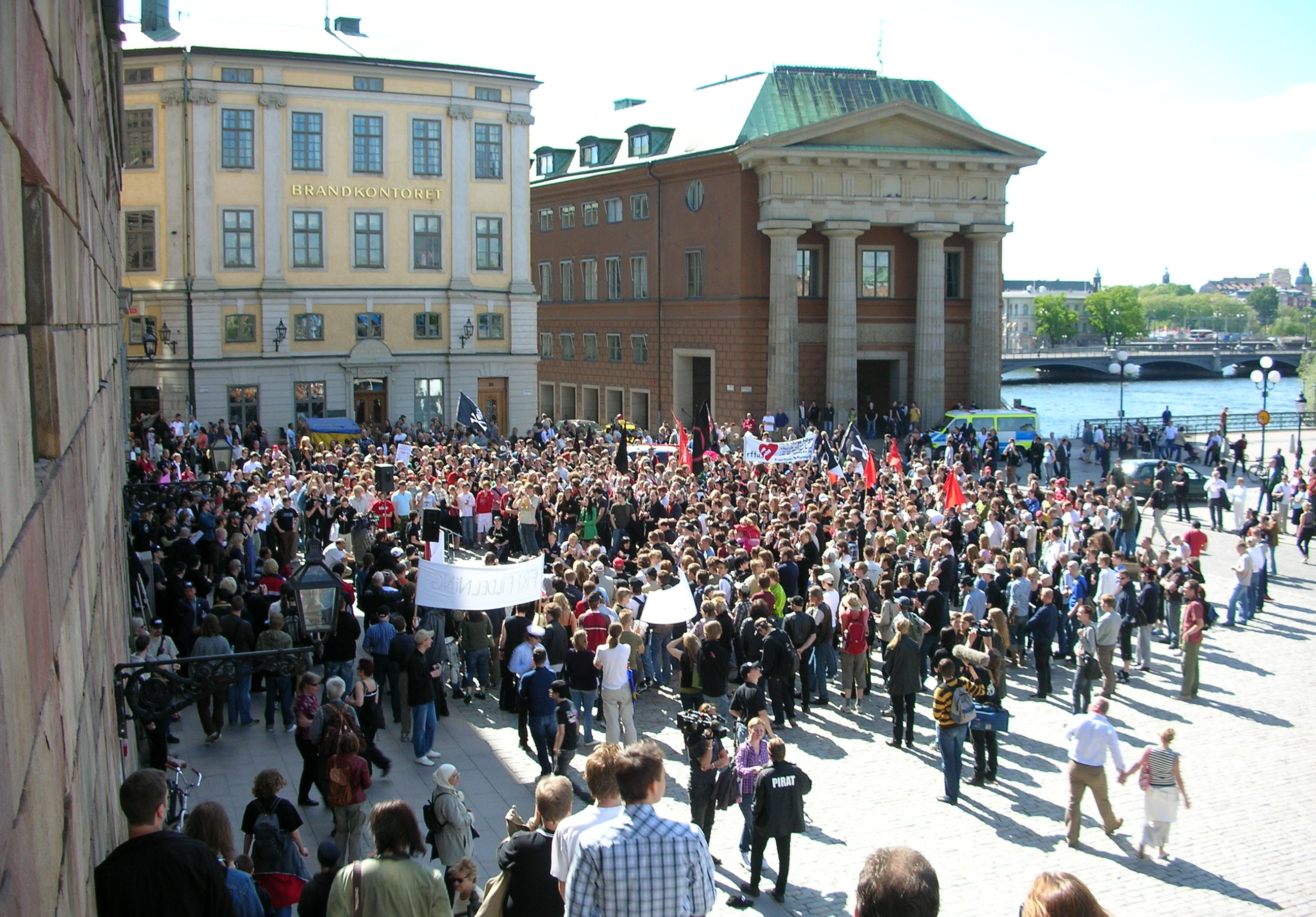
Piratdemonstration i Stockholm den 3 juni 2006 i protest mot razzian.

Efter razzian gick SVT:s Rapport ut med uppgifter från anonyma källor om att initiativet till razzian inte kommit från svenskt rättsväsende, utan efter påtryckningar från USA:s regering och Motion Picture Association of America (MPAA), en intresseorganisation som företräder flera amerikanska filmbolag.
Sex månader före razzian mot Pirate Bays kontor i Sverige i november 2005 skickades ett telegram från USA:s ambassad i Sverige. Telegrammet innehåller detaljer om ett möte mellan USA:s ambassadör Miles T. Bivins, Hollywood ' s Motion Picture Association of America (MPAA) och Sveriges Byrån för piratkopiering..
MPAA gick ut med ett pressmeddelande kort efter tillslaget där man applåderade den svenska insatsen. Kritiska röster höjdes om att det svenska justitiedepartementet fallit för påtryckningarna från MPAA samt den amerikanska regeringen. Demonstrationer anordnades av bland annat Piratbyrån, Piratpartiet, Liberala ungdomsförbundet, Grön ungdom och Ung vänster mot beslagtagandet av The Pirate Bays servrar, samt den generella jakt på fildelare som pågick i Sverige. Piratpartiet upplevde en tillströmning och gick från 2200 till 6 000 medlemmar veckan efter tillslaget.
Centerpartiets talesman Johan Linander och vänsterpartists riksdagsledamot Tasso Stafilidis gjorde en anmälan till Konstitutionsutskottet där de krävde att affären skulle granskas. De krävde att det skulle klarläggas hur förre justitieministern Thomas Bodström och hans statssekreterare Dan Eliasson har agerat efter de amerikanska påtryckningarna. De beskylldes för att ha gett polisen order om att slå till mot PRQ och därigenom utövat ministerstyre, något som enligt regeringsformen inte är tillåtet i Sverige. Bodström och Eliasson förnekade att det skett några påtryckningar eller att aktionen skedde på deras initiativ. Däremot medgav man att Justitiedepartementet haft kontakt med såväl MPAA samt amerikanska regeringen via deras ambassad i Stockholm, om Pirate Bay. Dan Eliasson vidgick också att USA påpekat möjligheten till handelssanktioner mot Sverige, om inte Sverige visade att man tog krafttag mot fildelningen. Justitieombudsmannen kom till slutsatsen i sin utredningen att det saknas fog för misstanke om att tjänstemän i Justitiedepartementet skulle ha försökt påverka polis och åklagare i brottsutredningen beträffande The Pirate Bay.

## Stockholms tingsrätt

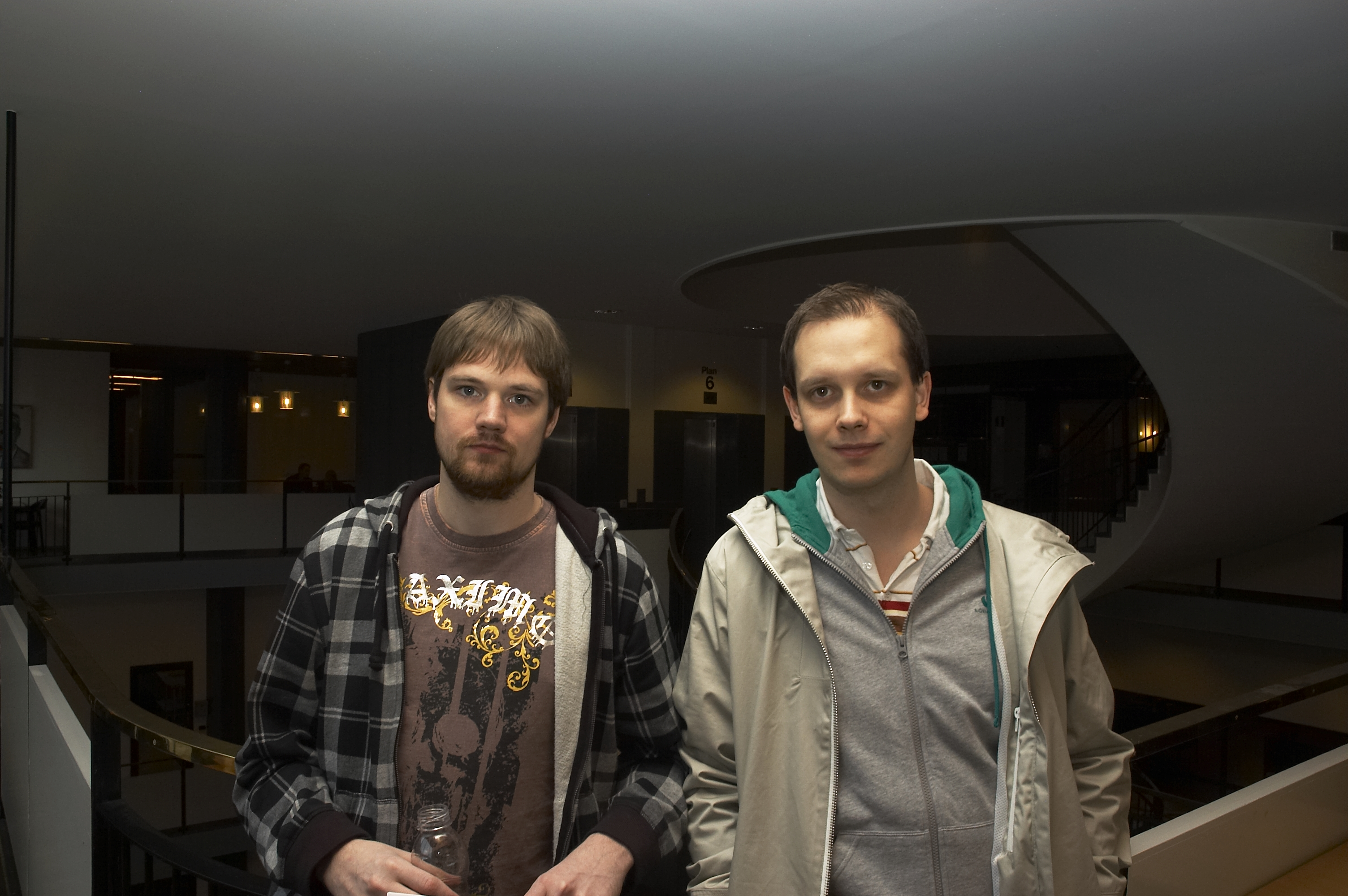
Fredrik Neij och Peter Sunde (åtalade), under rättegången.

Den 31 januari 2008 åtalades Carl Lundström och tre företrädare för The Pirate Bay. Kammaråklagare Håkan Roswall vid åklagarmyndigheten i Stockholm lämnade in  stämningsansökan i detta fall. Utredningen tog 20 månader. I början av juni 2008 delgavs den sista av de misstänkta. Inför rättegången hölls en presskonferens av The Pirate Bay som bland annat orsakade uppmärksamhet i media då man valde att stänga ute Aftonbladet, Metro och TV4 helt eftersom man ansåg att deras tidigare bevakning av ärendet varit osaklig.
Rättegången startade den 16 februari 2009 i Stockholms tingsrätt. Efter rättegångens andra dag beslutade åklagaren Håkan Roswall att stryka den delen av åtalet som avsåg medhjälp till exemplarframställning. Fredrik Neijs försvarare, Jonas Nilsson, kommenterade detta med att säga: "Halva åtalet har fallit bort, det är naturligtvis en framgång för oss. Och det visar på den osäkerhet som finns i åtalet i stort. Dessutom rycker det undan grunden för skadeståndsanspråken". Peter Danowsky, som företräder IFPI, ansåg snarare att det var en fördel att åtalet inskränktes. "För skivbolagens del underlättar det åtalet. Skadeståndets storlek utgår från tillgängliggörande av musikfiler över tid. Våra anspråk bygger på hur mycket skivbolagen skulle ha fått, nämligen 6.50 euro per nedladdad skiva". Rättegången i tingsrätten avslutades med slutpläderingar den 2 mars 2009.
Ljudupptagning från rättegången sändes direkt av bland annat Sveriges Radio och SVT. De åtalade, samt åhörare, bloggade direkt från rättegångssalen via tjänster såsom Twitter och i en Piratbyrån-aktivitet benämnd spectrial översattes förloppet till andra språk.
Försvarare för de åtalade var Jonas Nilsson, Ola Salomonsson, Peter Althin, Per E. Samuelson och Stefan Jevinger.

### Åklagare

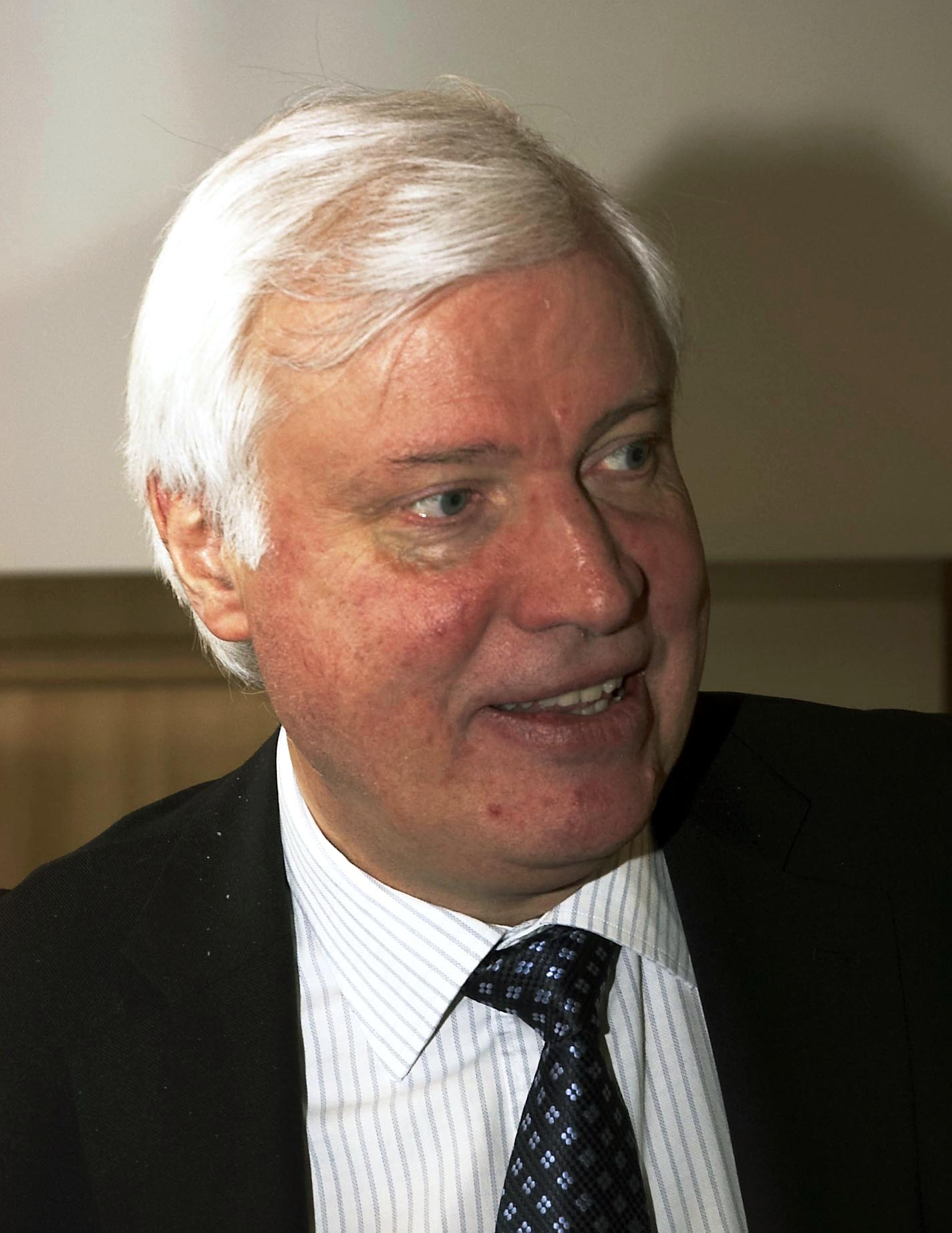
Håkan Roswall, åklagare

### Åtalade

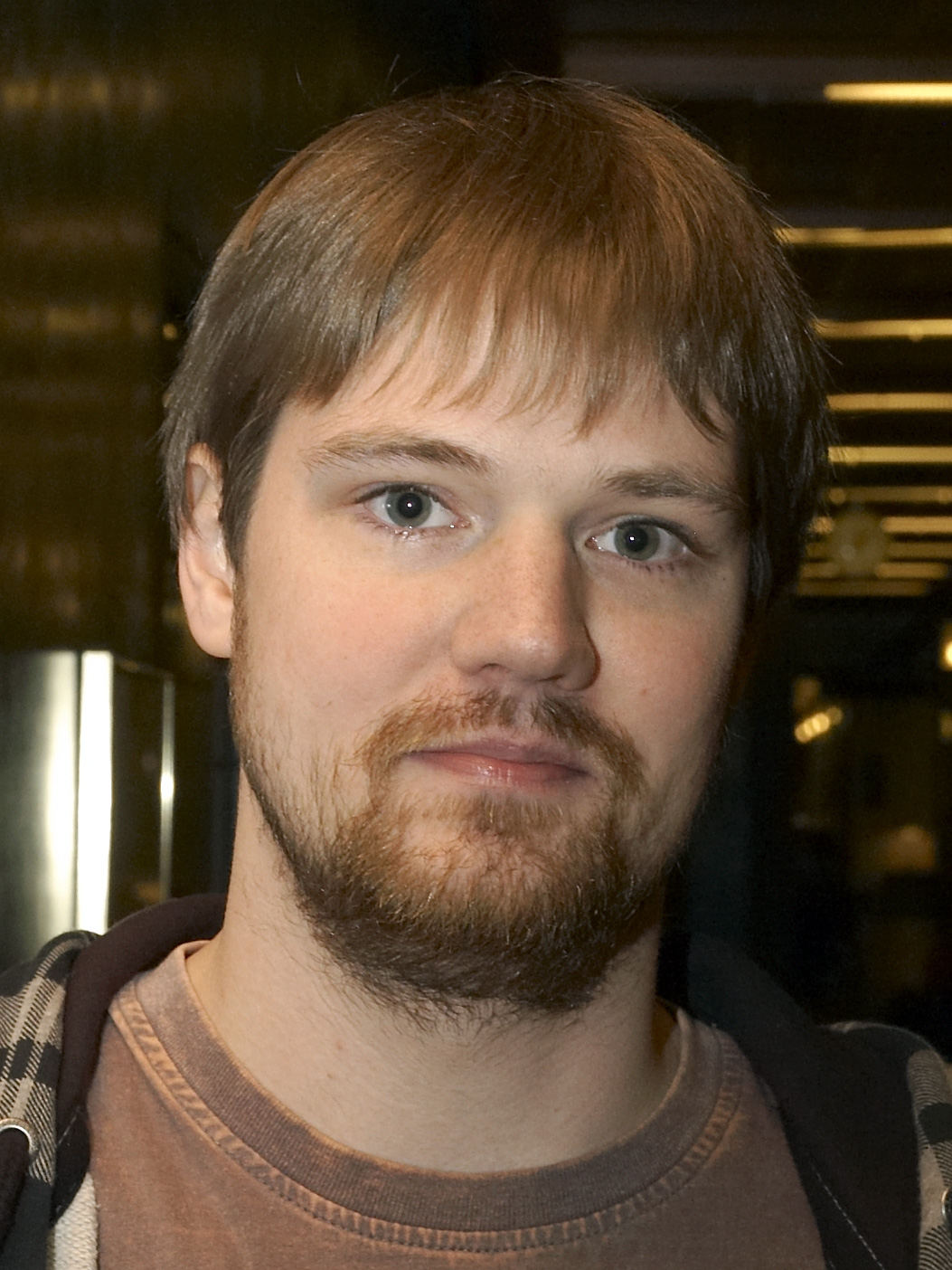
Fredrik Neij
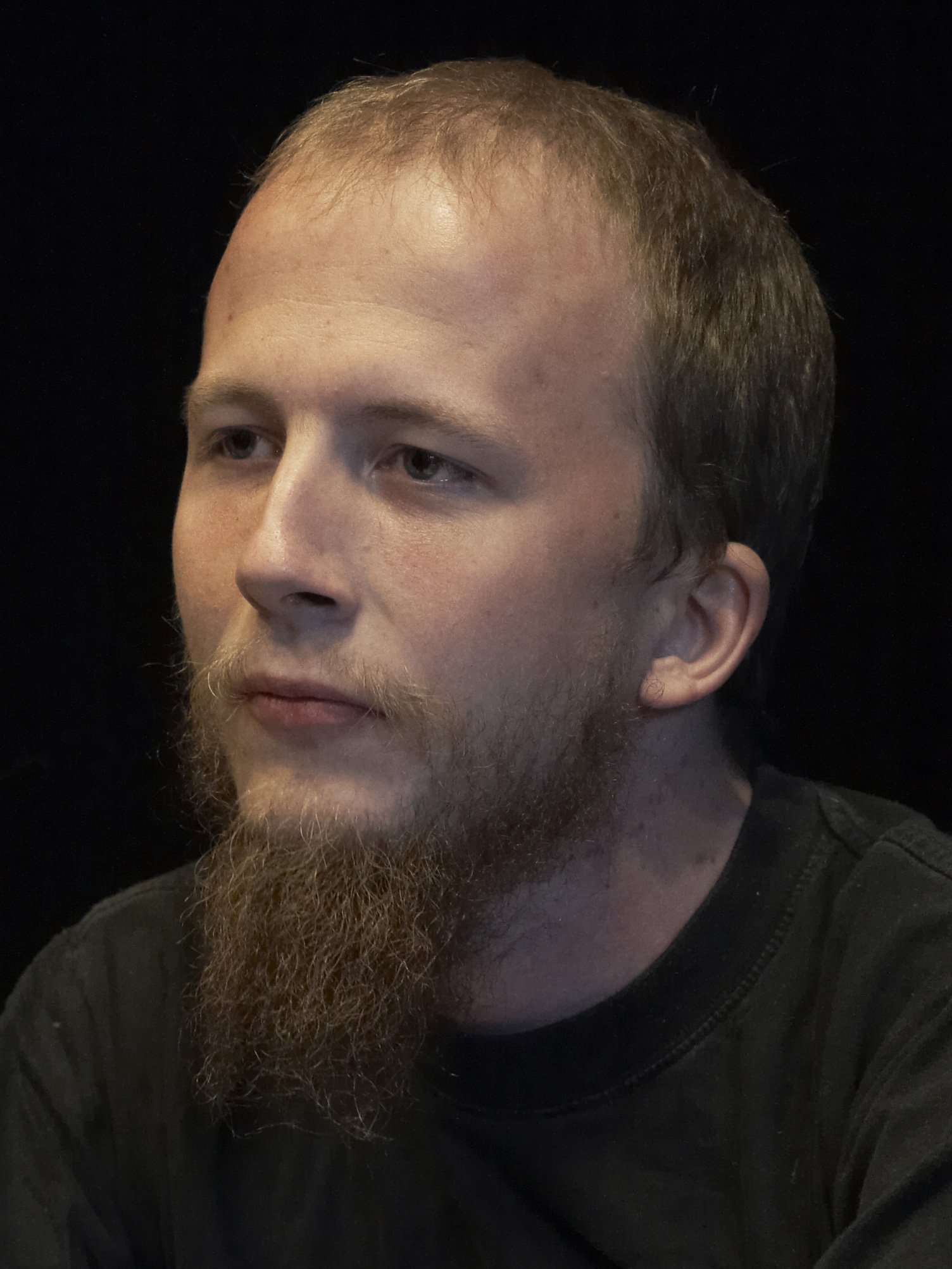
Gottfrid Svartholm Warg
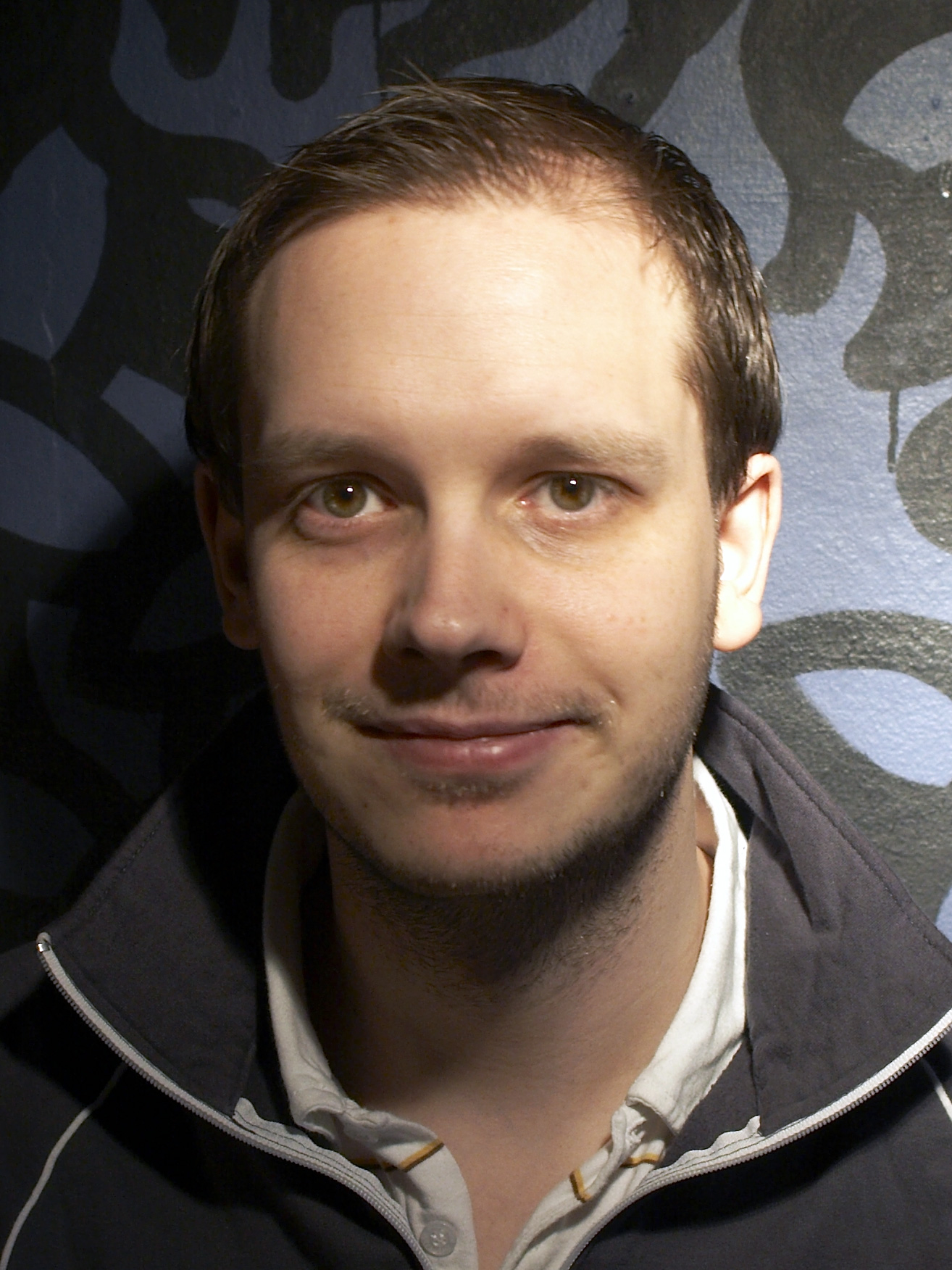
Peter Sunde
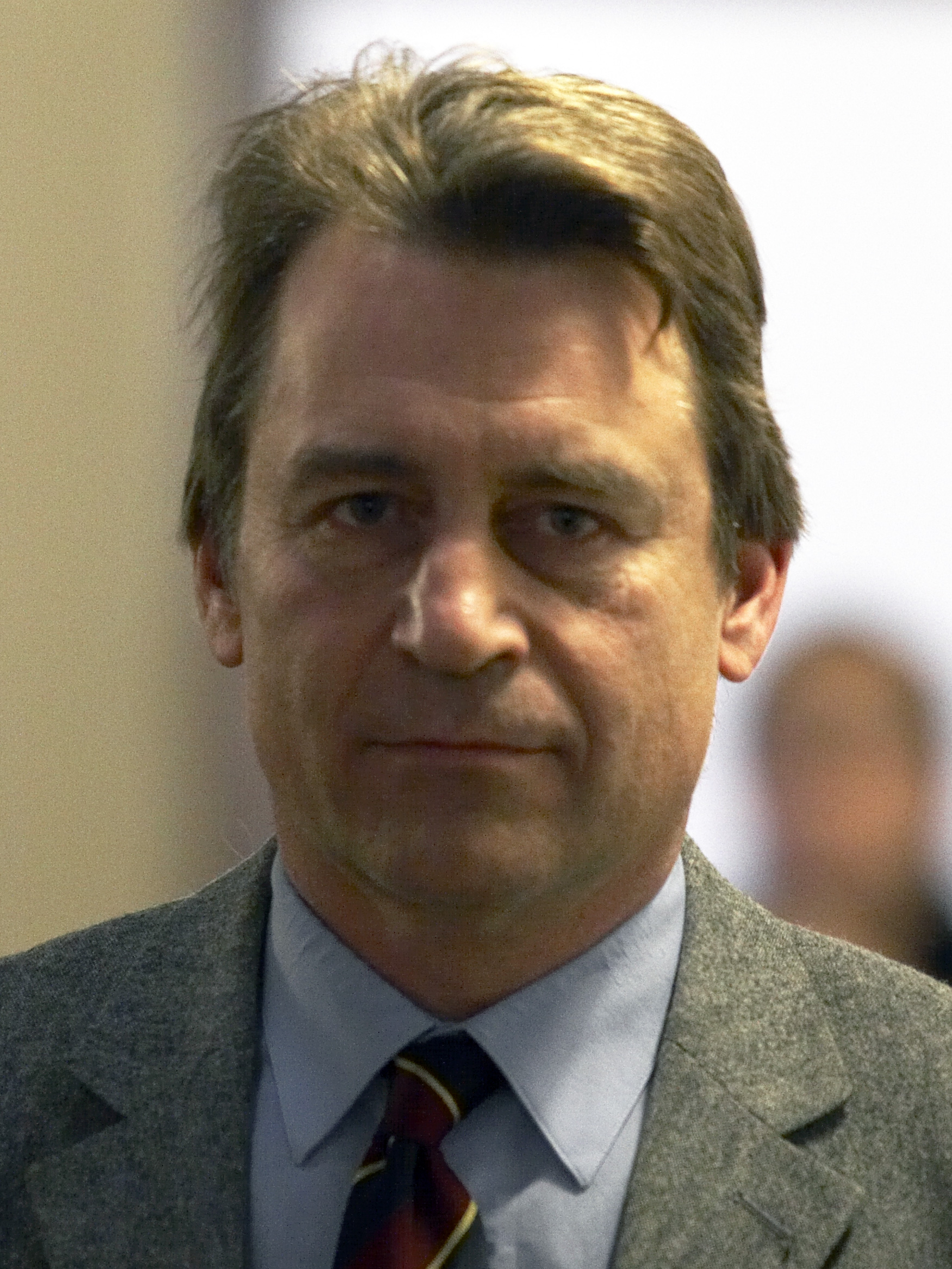
Carl Lundström

### Försvarare

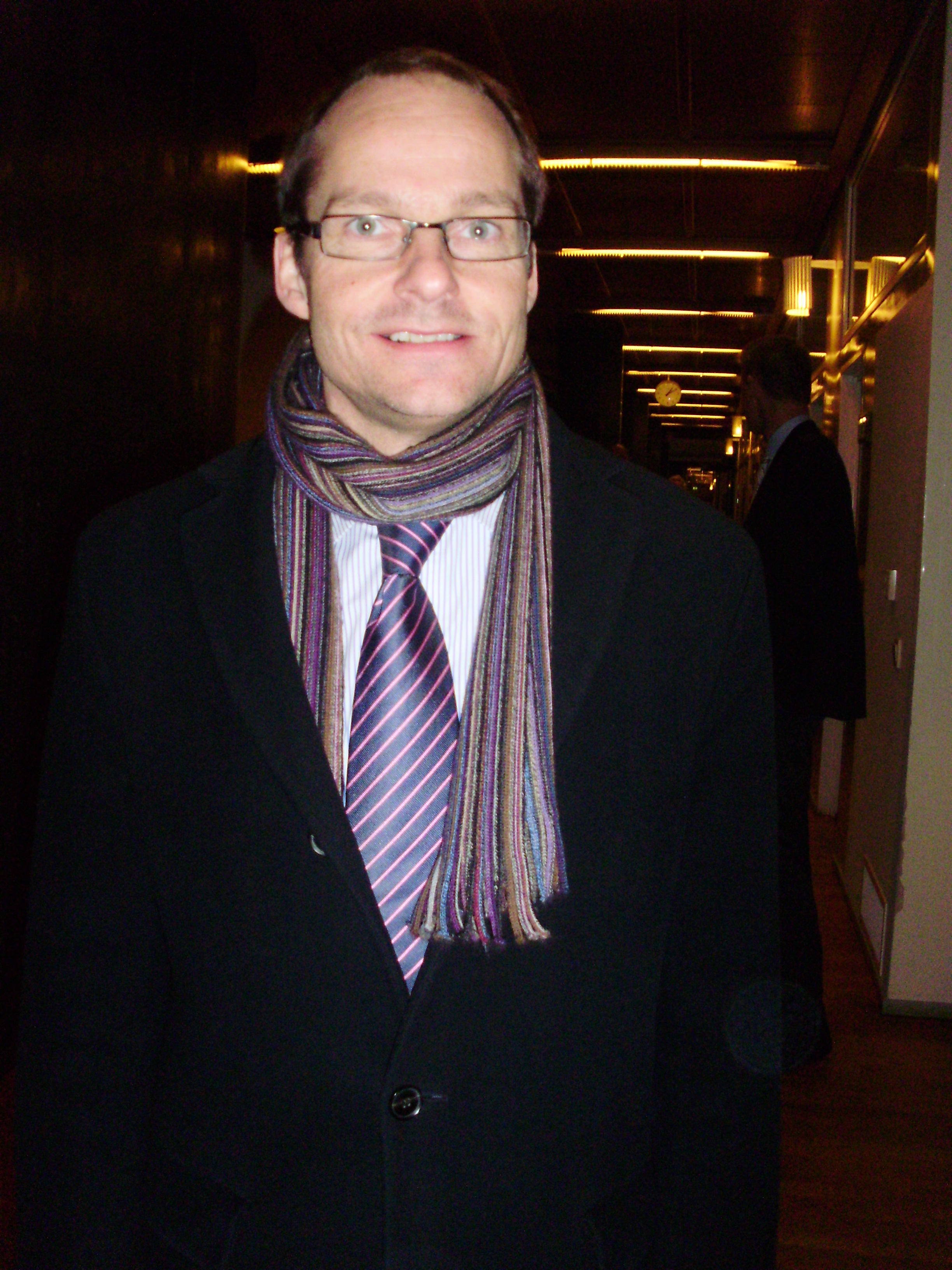
Jonas Nilsson, försvarsadvokat till Neij
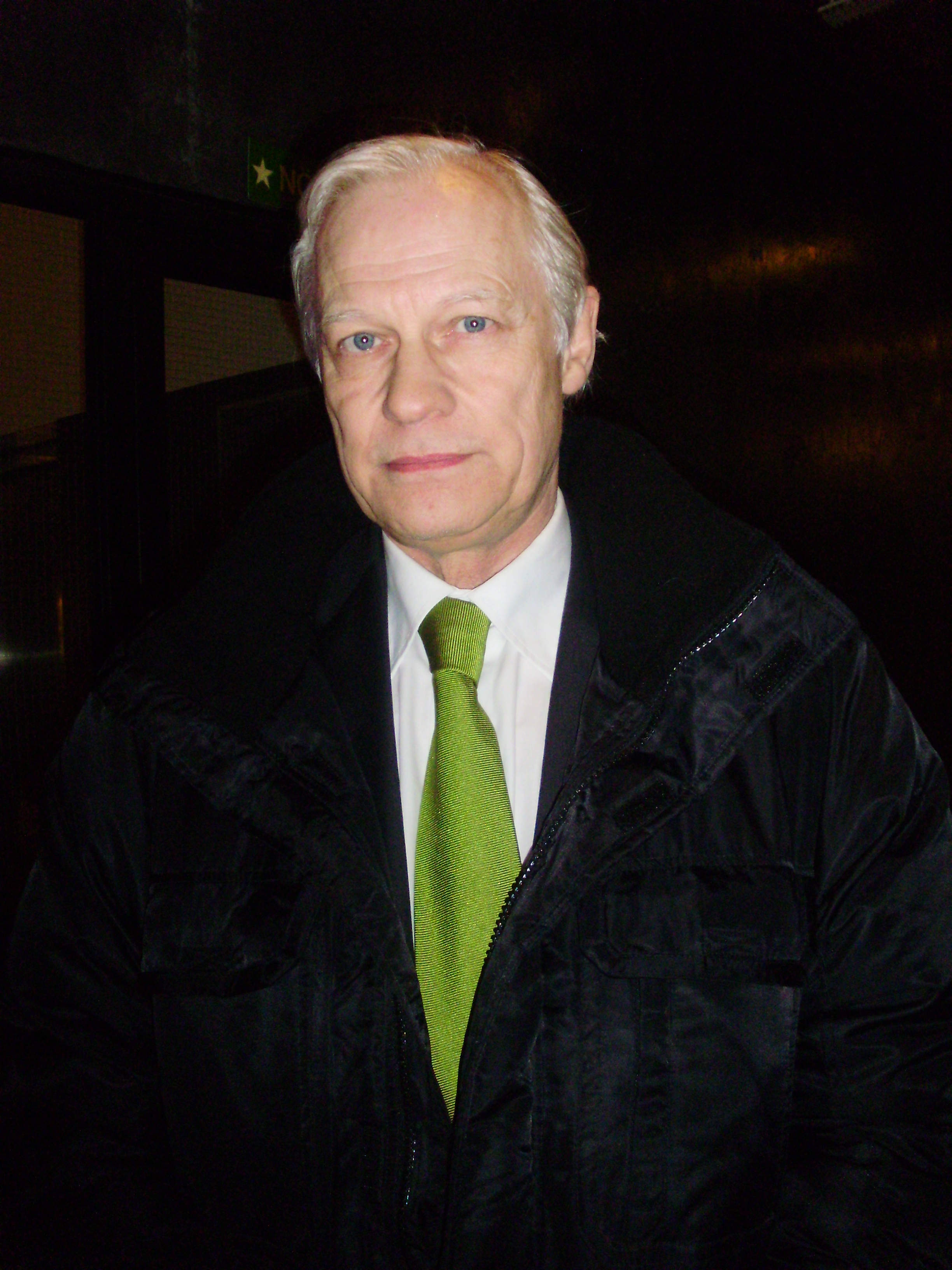
Ola Salomonsson, försvarsadvokat till Svartholm Warg
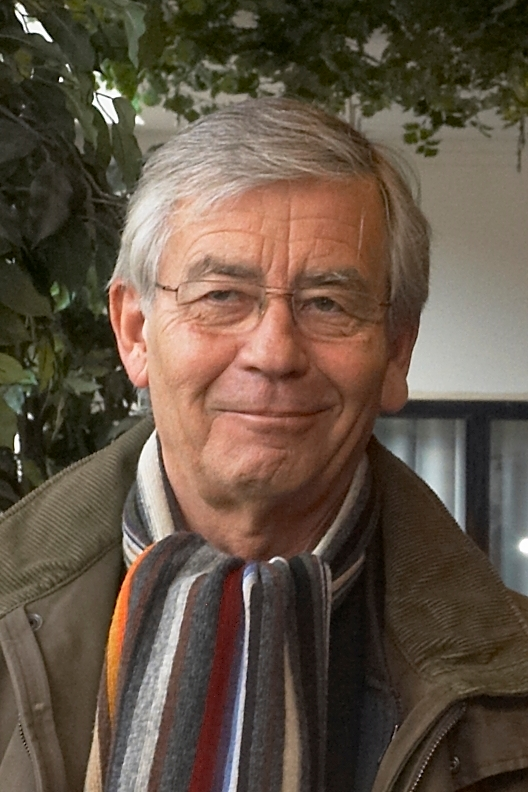
Peter Althin, försvarsadvokat till Sunde
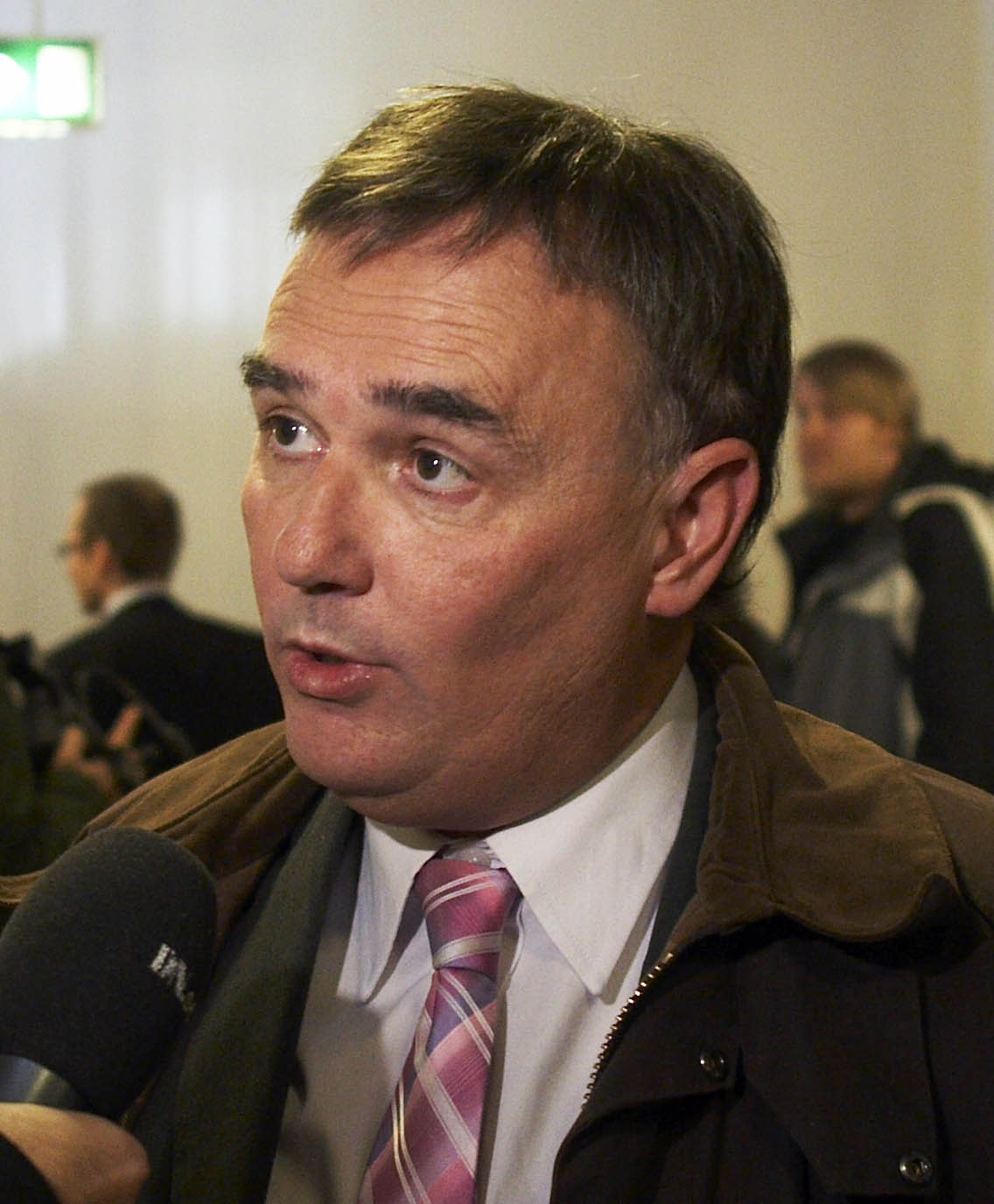
Per E. Samuelson, försvarsadvokat till Lundström

### Ombud för målsägande

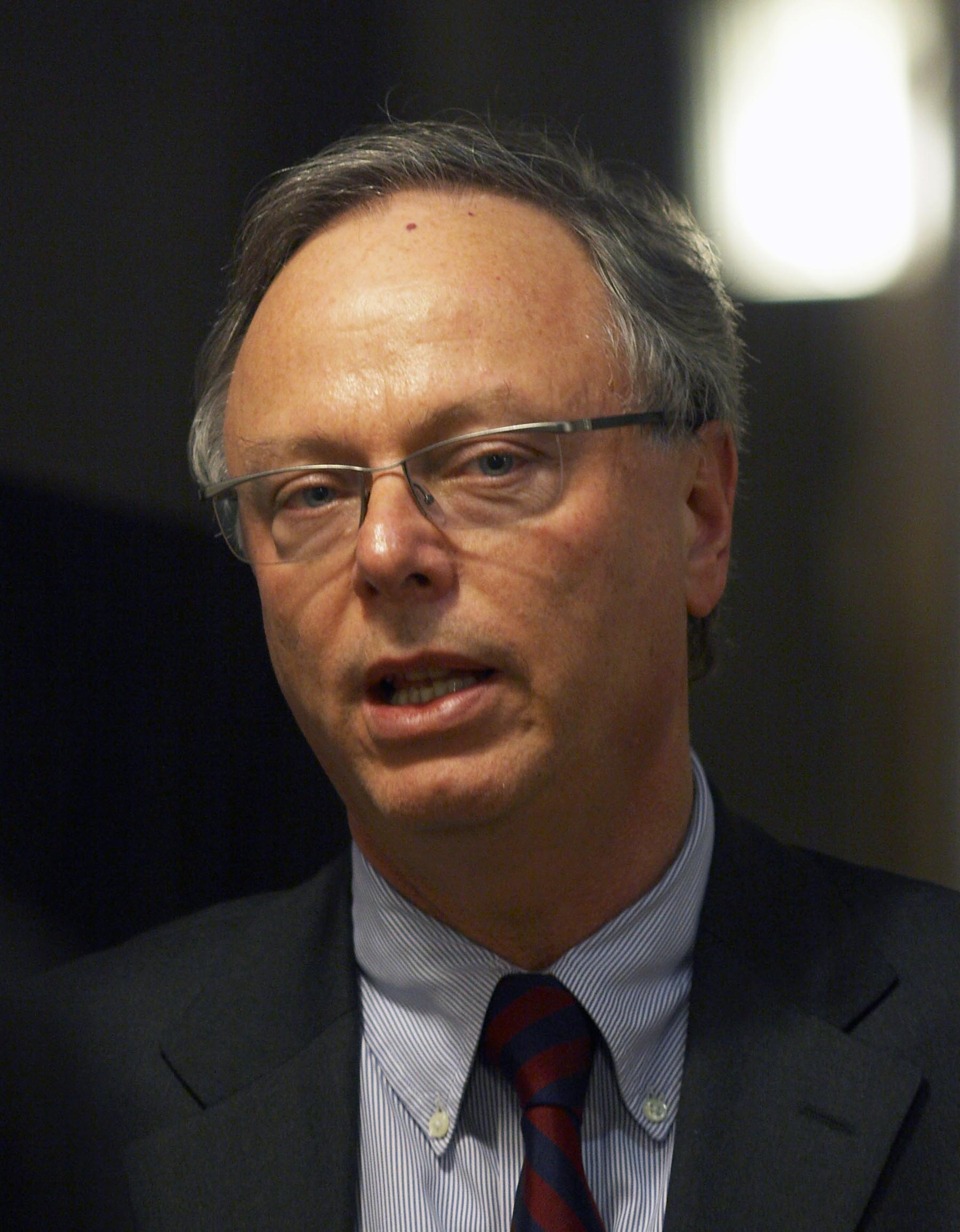
Peter Danowsky, advokat och ombud för IFPI.
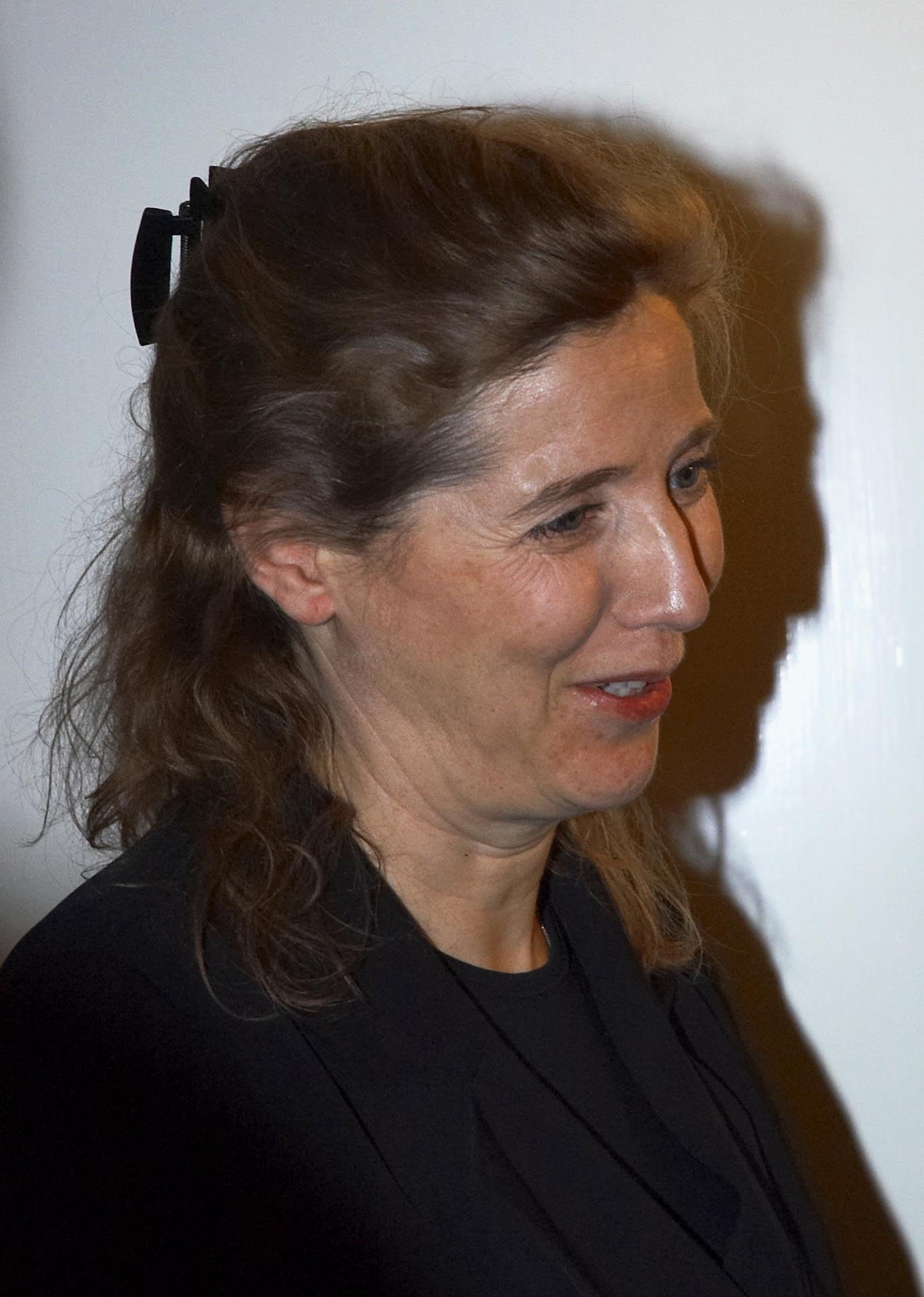
Monique Wadsted, MAQS Law Firm.
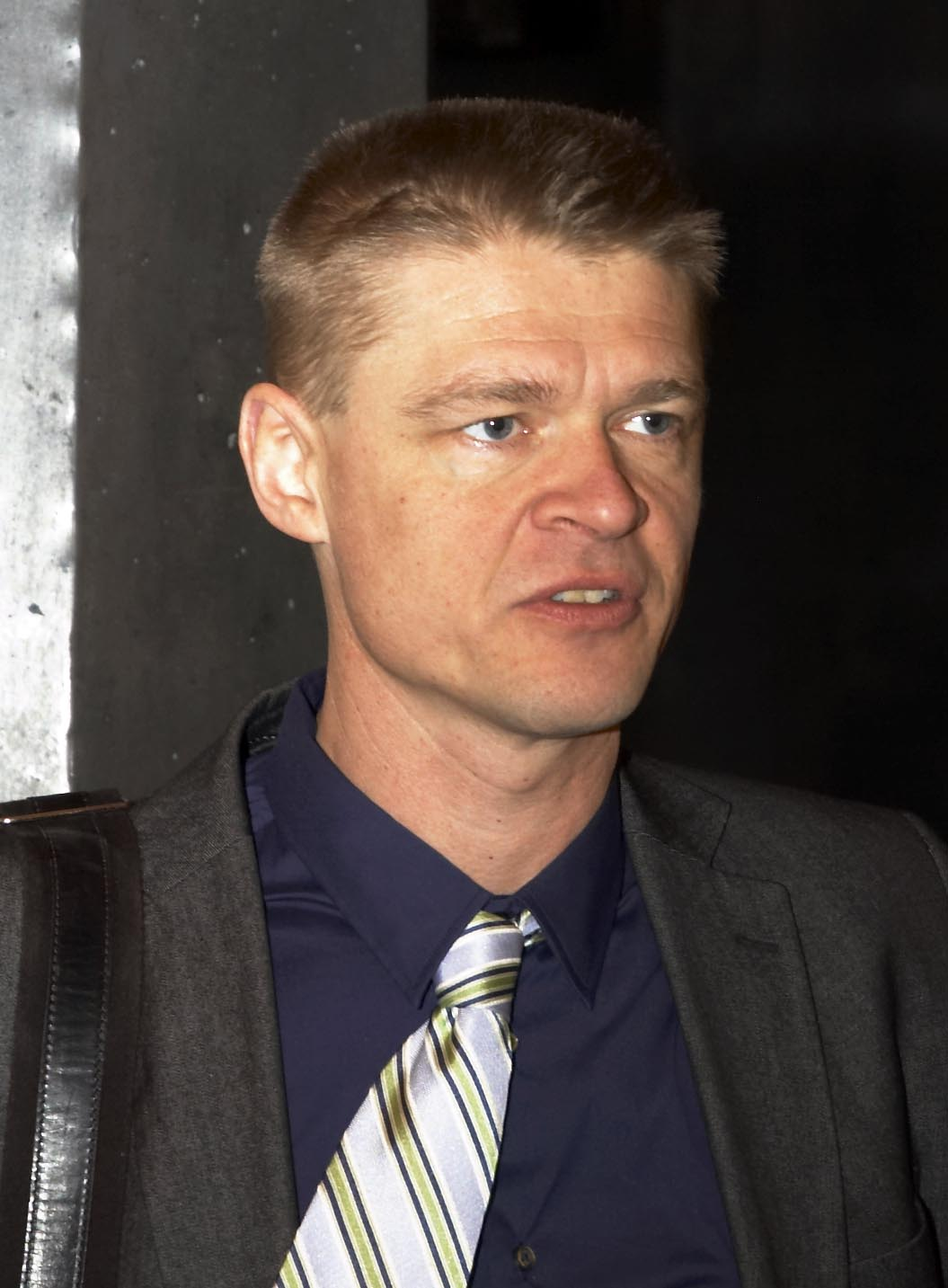
Henrik Pontén, Antipiratbyrån.

### Åtalspunkter
De ursprungliga åtalspunkterna var medhjälp till brott mot upphovsrättslagen och förberedelse till brott mot upphovsrättslagen.
De som står bakom åtalspunkterna är:
- IFPI som företrädare för
  - Sony BMG Music Entertainment Sweden AB
  - Universal Music AB
  - Playground Music Scandinavia AB
  - Bonnier Amigo Music Group AB
  - EMI Music Sweden AB
  - Warner Music Sweden AB
- Antipiratbyrån som företrädare för 
  - Yellow Bird Films AB
  - Nordisk Film
  - Henrik Danstrup
- MAQS Law Firm Advokatbyrå KB som företrädare för
  - Warner Bros. Entertainment Inc
  - MGM Pictures Inc
  - Columbia Pictures Industries Inc
  - 20th Century Fox Films Co
  - Mars Media Beteiligungs GmbH & Co Filmproduktions
  - Blizzard Entertainment Inc
  - Sierra Entertainment Inc
  - Activision Publishing Inc

### Vittnen
- Per Sundin
- John Kennedy
- Tobias Andersson (Piratbyrån)

### Sakkunniga
- Kristoffer Schollin, lektor i immaterialrätt
- Roger Wallis, professor emeritus i multimedia

### Domen
Stockholms tingsrätt meddelade domen den 17 april 2009. Alla fyra åtalade dömdes till fängelse i ett år. Skadeståndet fastställdes till 30 miljoner kronor. Enligt Mårten Schultz var det ett av de högsta skadeståndsbelopp som någonsin dömts ut på grund av en brottslig handling i en svensk domstol. Åklagaren yrkade i rättegången 100 miljoner.
Därtill är de dömda skyldiga att betala rättegångskostnaderna för de film- och skivbolag som varit målsägande. Tingsrätten har bedömt att de åtalade verkat tillsammans. Ur domen kan följande citeras:
| ”                                                                 | Tingsrätten har redan konstaterat att de tilltalade agerat som ett ”team” i verksamheten med The Pirate Bay. De har på olika sätt bidragit till verksamheten med tjänsten och samtidigt varit medvetna om varandras roller. Det har funnits ett gemensamt syfte att driva och utveckla tjänsten. Med hänsyn till dessa omständigheter bör straffvärdet avseende det medverkansbrott de tilltalade nu döms till ansvar för vara detsamma för samtliga tilltalade. | „ |
| – Stockholms tingsrätt, Dom 2009-04-17 i mål nr B 13301-06, s. 78 | |   |

#### Beräkning av skadeståndet
Beräkningsgrunden för skadeståndet består bland annat av en antagen förlust på €6.50 per nedladdad skiva och €0.70 per nedladdad låt, i enlighet med skivbolagens yrkanden. Beräkningsgrunden för de nordiska filmerna består av förlorad licensavgift på 700.000 SEK för distributionsrättigheten av varje Wallanderfilm samt 150.000 SEK för distributionsrättigheten av Pusher-filmen i enlighet med de nordiska filmbolagens yrkanden. Baserat på nedladdningsräknarna, motsvarar det cirka 73 SEK per påstådd nedladdning, vilket ligger relativt nära filmbolagens andrahandsyrkande på 66:70 SEK per nedladdning. För de amerikanska filmbolagen beräknas den antagna förlusten till 150 SEK för varje nedladdad film och 300 SEK för varje nedladdad TV-serie, vilket är lägre än deras yrkanden på 255 SEK respektive 261 SEK per nedladdad film och 415 SEK för varje nedladdad TV-serie. De amerikanska filmbolagen hade yrkat att marknadspriset skulle användas som beräkningsgrund men tingsrätten har genomgående använt den faktiska förlorade intäkten för bolagen som beräkningsgrund.
Rätten har dock valt att ta viss hänsyn till osäkerheten i den omdebatterade nedladdningsräknaren, och bedömer hälften av de påstådda nedladdningarna skall ifrågasättas.
Utöver den ovan nämnda ersättningen, tillkommer hälften av summan som "ersättning för andra förluster". Detta är kraftigt lägre än bolagens yrkanden.
Kritiken mot skadeståndet är främst grundad på att en nedladdad kopia ej kan anses vara en faktisk förlorad inkomst för skivbolagen, då varje nedladdning inte med säkerhet motsvarar en förlorad inkomst. Exempelvis så är det inte säkert att en person som laddar ner en film skulle ha köpt eller hyrt denna, eller ens varannan film, om det var omöjligt att ladda ner filmerna. Om man multiplicerar antalet filer (ca 1 miljon vid tillslagstillfället 2006) med antalet nedladdningar för dessa filer och med de belopp musik- och filmbranschen anser sig ha förlorat för varje nedladdat "verk" så kommer man fram till att Stockholms Tingsrätt anser att de förlorat mer än hela världens samlade BNP år 2006. Enligt kritikerna förefaller det orimligt.

## Frågan om jäv

### Polismannen Jim Keyzer
Under utredningen inför rättegången framkom det att en polis, Jim Keyzer, som arbetat med utredningen sökt och erhållit en tjänst hos Warner Brothers. Polismannen fortsatte sitt arbete med utredningen intill en månad innan han tillträdde hos Warner Brothers, men sade aldrig upp sig från sin tjänst som polis, utan begärde tjänstledigt.

### Nämndemannen Lennart Westman
Innan rättegången inleddes, kom det fram att en av de tilltänkta nämndemännen, Lennart Westman, var medlem i Föreningen svenska tonsättare (FST). Det gjorde att Westman valde att inte ställa upp, och ersattes av en annan nämndeman.

### Domaren Tomas Norström
Domaren Tomas Norström kritiserades också för att vara jävig i fallet, då han var medlem i Svenska föreningen för upphovsrätt (SFU) där även Henrik Pontén, Peter Danowsky och Monique Wadsted var aktiva medlemmar liksom organisationer som IFPI, STIM, Filmproducenternas Rättighetsförening och AB Svensk Filmindustri. Han var även styrelseledamot i Svenska föreningen för industriellt rättsskydd (SFIR). Både SFU och SFIR jobbar aktivt för att stärka upphovsrätten:
- SFIR är helt integrerad i den svenska delen av International Association for the Protection of Intellectual Property (AIPPI)[36] och är bland annat en mycket aktiv remissinstans vad gäller immaterialrätt.
- SFU är anknuten till Association Littéraire et Artistique Internationale (ALAI).
- ALAI:s syfte var att skapa den internationella upphovsrätten för litterära och konstnärliga verk,[37] medan AIPPI, enligt SFIR, "kan ses som ett språkrör för det industriella rättsskyddet på det internationella planet",[38] och är den äldsta internationella organisationen som arbetar för skydd av immateriella rättigheter.[39]
- Thierry Mollet-Vieville, president för AIPPI och Victor Nabhan, ordförande för ALAI bekräftade för SR P3 att de båda föreningarna företräder rättighetsinnehavare och deras advokater.[40]

Norström hade även i samarbete med Monique Wadsted utfört utredningsarbeten åt Stiftelsen .SE.
I och med att det gav en direkt koppling till målsägaresidan, gjorde att kritik uppkommit att domaren skulle haft delikatessjäv i målet. Domaren förnekade dock att han skulle vara jävig.
Hovrättslagmannen Anders Eka - som själv varit jävsanklagad - kom dock under jävsprövningen fram till att Norström inte varit jävig, men kritiserade Norström för att han inte uppmärksammat rätten på Norströms engagemang inom upphovsrättslobbyn.

### Hovrättsdomaren Ulrika Ihrfeldt
Även domaren i Hovrätten, Ulrika Ihrfeldt, hade varit medlem i SFU, men lämnade enligt egen utsago föreningen 2005. Ihrfeldt hävdade att hon "inte bedömt att det föreligger någon omständighet som skulle kunna utgöra jäv för egen del".

### Hovrättslagmannen Anders Eka
För att undanröja tvivel om att Ihrfeldt var jävig i sin handläggning av Norströms jäv, då de båda misstänktes för delitakessjäv på likartade grunder, hade hovrätten utsett bland annat hovrättslagmannen Anders Eka att handlägga frågan om Norströms jäv. Men även Eka anklagades för jäv, på grund av sina kopplingar till målsägarsidan. Eka deltog nämligen i en forskargrupp i medierätt, tillsammans med Monique Wadsted och Peter Danowsky - de amerikanska filmbolagens respektive Ifpis advokater. Forskargruppen leddes av Jan Rosén, ordförande i SFU.

### Hovrättslagmannen Kristina Boutz
Liksom Ulrika Ihrfeldt, var en av de tilltänkta domarna i Hovrätten, Kristina Boutz, misstänkt för jäv, eftersom hon var medlem i SFIR.

## Efter rättegången

Piratpartiets medlemsantal ökade drastiskt efter att domen kom.

Som en följd av domen mot de åtalade, upprättade någon en hemsida liknande Radiotjänsts hemsida, som uppmanar allmänheten att betala en allmän internetavgift, där Advokatbyrån Danowsky & Partners bankgironummer anges som betalningsmottagare. Danowsky & Partner har polisanmält hemsidan för uppvigling och ofredande, då den stora mängden inbetalningar av små summor orsakar dem administrativt besvär.
Den 25 maj 2009 deltog kulturminister Lena Adelsohn Liljeroth på en vårfest som arrangerades av föreningen SKAP som företräder upphovsmän inom musikindustrin. I sitt tacktal för maten hon bjudits på sa ministern "Det här kanske inte uppskattas av vissa, men jag var en av dem som gladdes över domen i Pirate Bay-målet." Uttalet väckte reaktioner och den 27 maj blev hon KU-anmäld av miljöpartisten Max Andersson för att som minister ha uttalat sig om en dom som ännu inte vunnit laga kraft. Adelsohn Liljeroth förklarade i en intervju för P3 Nyheter att "Mitt intresse i det här fallet är att företräda [...] kulturskaparna". På frågan om hur lämpligt det är att hon som minister uttalar sig om pågående rättsfall svarar hon "Ja, det vet jag inte om det är lämpligt eller inte, men jag förväntas ju uttala mig i alla möjliga aktuella frågor och det här är en högaktuell fråga för kulturskaparna."
Analyser i samband med EU-valet visar också att domen i Pirate Bay-målet bidragit till att väljare, framförallt unga män, röstat på Piratpartiet.
Med ett väljarstöd på 7,1% fick man två mandat i EU-parlamentet 2009, det ena tillsatt från början (Christian Engström) och det andra (Amelia Andersdotter) den 1 december 2011 sedan Lissabonfördraget trätt i kraft.

## Överklagande
Samtliga fyra åtalade meddelade omedelbart efter tingsrättens dom att de avsåg att överklaga domen till högsta instans. Det första överklagandet anmäldes formellt in redan samma dag, resterande inkom inom några veckor.
Den 19 maj 2009 meddelades att det blir Ulrika Ihrfeldt som kommer att vara hovrättsdomare när tingsrättens dom skall handläggas. Normalt sett brukar överklaganden i HD ta över ett år, men frågan om Norströms eventuella jäv är prioriterad, och Ihrfeldt är optimistisk om att ett inledande avgörande om jävsfrågan kan komma "inom de närmaste dagarna".
Den 20 maj 2009 meddelades även att Ihrfeldt inte hanterar jävsfrågan själv, utan att den handläggs av avdelningschef och hovrättslagmannen Anders Eka tillsammans med hovrättsråden Christina Jacobsson och Ulrika Beergrehn.
Den 20 maj 2009 meddelade målsägarna att även de överklagar domen till hovrätten med hänvisning att skadeståndsbeloppet borde höjas och att de tilltalade även skulle fällas för förberedelse till upphovsrättsintrång.
Den 25 juni 2009 beslutade hovrätten, att tingsrättens ordförande Tomas Norström inte var jävig. Dock riktar hovrätten kritik mot Norström för att han inte berättat före rättegången om de föreningar som han varit styrelseledamot i.
Den 14 oktober 2009 beslutade Högsta domstolen, att pröva om Ulrika Ihrfeldt och Kristina Boutz är jäviga, något som dessutom innebär att hovrättsförhandlingarna skjuts upp.
Den 12 maj 2010 beslutade Högsta domstolen att Ulrika Ihrfeldt och Kristina Boutz inte var jäviga med bedömningen att det inte finns något som "rubbar förtroendet" för domarna Ulrika Ihrfeldts och Kristina Boutz "opartiskhet och oberoende i målet".

## Överklagande till Svea hovrätt
Domen överklagades och Svea hovrätt dömde samtliga tre åtalade i en dom meddelad 26 november 2010 för medhjälp till upphovsrättsintrång. För samtliga sänktes straffet, för Fredrik Neij till fängelse tio månader, för Peter Sunde fängelse åtta månader och för Carl Lundström fängelse fyra månader.
Orsaken till att hovrätten sänkte straffen var att hovrätten friade de tilltalade på en del punkter sedan hovrätten gjort en individuell bedömning av varje åtalads ansvar. Peter Sundes medhjälp ansågs ha skett genom att han bidrog till driften av tjänsten, men han kunde inte anses vara verksamhetsansvarig i övrigt och Carl Lundström bedömdes enbart ha tillhandahållit gratis datorer och internetuppkoppling samt datorskåp mot ersättning.
Det solidariska skadeståndet höjdes dock till 46 miljoner kronor eftersom målsägandena ansågs ha lyckats styrka att skadan varit större än vad tingsrätten bedömt.
The Pirate Bays talesman Peter Sunde kommenterade domen;  - Det är ju felaktigt även det här - det är ju jättefelaktigt. Nu är det ju dags att man faktiskt tar och skärper till sig lite i det svenska rättssystemet med hur man tycker och tänker om världen. Han hoppades även på att fallet skulle tas upp av Högsta domstolen.
Gottfrid Svartholm kom inte till förhandlingarna och beviljades en egen rättegång vid ett senare tillfälle eftersom Svartholm kunde visa upp ett läkarintyg. När Svartholms överklagande skulle behandlas i september 2011 kom Svartholm inte till förhandlingarna, därmed stod Tingsrättens dom mot Svartholm fast.

## Sundes ansökan om benådning och resning
4 juli 2012 skickade Peter Sunde en nådeansökan. Sunde fick stort stöd och efter att Adrian Braekke startat en namninsamling på webbplatsen Avaaz där över 100 000 personer visat stöd för Sundes sak överlämnade Braekke tillsammans med Piratpartiets partiledare, Anna Troberg, namninsamlingen till Justitiedepartementet. Nådeansökan avslogs av regeringen 27 september 2012.
Sunde ansökte även om resning i Högsta domstolen, men fick avslag. Han kommenterade att han tyckte det var märkligt att justitierådet Agneta Bäcklund varit med att fattat beslutet när hon, enligt hans utsago, varit spindeln i nätet för justitiedepartementet gällande Pirate Bay-fallet och anordnade en resa till USA för att justitiedepartementet skulle prata om Pirate Bay i vita huset och att hon blivit befordrad till justitieråd efter detta arbete. En ny resningsansökan inlämnades i september 2012 men den avslogs av Högsta domstolen 6 november 2012.